# قوزلو (كوثر)
قوزلو هي قرية في مقاطعة كوثر، إيران. يقدر عدد سكانها بـ 364 نسمة بحسب إحصاء 2016.